# Лелюки (Мереф'янська міська громада)
Лелю́ки —  село в Україні, у Харківському районі Харківської області. Населення становить 18 осіб. До 2020 року орган місцевого самоврядування — Утківська селищна рада.

## Населення

### Мова
Розподіл населення за рідною мовою за даними :
| Мова       | Кількість | Відсоток |
| ---------- | --------- | -------- |
| українська | 17        | 94.44%   |
| російська  | 1         | 5.56%    |
| Усього     | 18        | 100%     |

## Географія
Село Лелюки знаходиться на лівому березі безіменної річечки, яка через 3 км впадає в річку Мжа (права притока). На протилежному березі розташоване село Кисле (Зміївський район). Поруч проходять автомобільні дороги Т 2102, Т 2107 і М18 (E105).